# Василь Олександрович Казимир
Василь Олександрович Казимир (або Василій Казимер) — чільний новгородський державний та військовий діяч, тисяцький та посадник (зг. 1471—1478), боярин Неревського кінця.
Уперше згадується джерелами як учасник битви з москвичами під Руссою (3 лютого 1456), в котрій «билъся много, и събиша его с коня и подомчаша ему иного, и на том убѣжа уязвенъ». Літопис при цьому не зазначає його титулу. Наступна згадка датується 11 січня 1459 року, коли Василь Казимир, уже тисяцьким, супроводжував новгородського архієпископа Іону в поїздці до Москви. Дана обставина, на переконання Валентина Яніна, доводить, що боярина обрали посадником не раніше 1459. Всі прямі вказівки на обіймання цієї посади припадають на останні літа незалежності вічової республіки. Посадником був і його брат Яків Короб. Також знані імена сестринців: Григорій та Іван Михайловичі.
В Шелонській битві (14 червня 1471) Василь Казимир трапив у полон й закутим в кайдани був поволочений до Коломни. Проте, вже у серпні того ж року звільнений згідно з Коростинським миром, в укладенні якого брав участь його брат. Псковські літописці називають боярина серед групи новгородців, яких великий князь московський Іван III Васильович арештував в листопаді 1475, але це — безсумнівна помилка. Софійський II літопис детально описав процес конвоювання бояр-бранців й Казимира серед них не вказує. Навпаки 16 листопада 1475 «в Васильеве селе Волмановского» він мав зустріч з монархом, а 15 грудня давав бенкет на його честь, піднісши у дарунок 100 золотих кораблеників, 2 гривеники, ківш й 2 кречети.
Того ж таки року Василь Олександрович цілував хресну грамоту на службу Івану III, про що той нагадував 18 січня 1478 через довірену особу, — Івана Товаркова. Досилався воєводою на підмогу псковичам проти німців. В 1481 р., коли Іван III заповзявся знищити навіть спогад про минулу самостійність надволховської республіки, Казимира й «товарищов 50 лутших» взяли під варту й вивезли спершу до Москви, а відтак заточили у Коломні.  
У власності Василя Олександровича знаходилась волость Котел, складена з 14 поселень на 173 двори сукупно, найбільше з котрих — однойменне село на 60 дворів.
| |  |  |
| Когорта полонених після Шелоні (1) й засланці до Коломни (2). Василь Казимир серед тих й інших. Мініатюри із Лицевого літописного зводу II половини XVI століття. |  |  |